# بين كاريه
بين كاريه (بالفرنسية: Ben Carré)‏ هو مصمم أزياء تقليدية فرنسي، ولد في 5 ديسمبر 1883 في باريس في فرنسا، وتوفي في 28 مايو 1978 في سانتا مونيكا في الولايات المتحدة.

## وصلات خارجية
- بين كاريه على موقع IMDb (الإنجليزية)
- بين كاريه على موقع قاعدة بيانات الفيلم (الإنجليزية)